# 胡節 (嘉靖進士)
胡節（1500年—？年），字介夫，山東萊州府濰縣人，軍籍。明朝政治人物。

## 生平
治《詩經》，嘉靖元年（1522年）山東鄉試第十二名舉人，年二十四歲中式嘉靖二年（1523年）癸未科會試第三百十二名，第三甲第一百五十二名進士。十三年七月由太僕寺寺丞升河南按察司佥事。官至江西布政司右参议。

## 家族
曾祖胡英。祖父胡宣。父胡洪。母郭氏。具慶下。弟胡忠。